# Eupithecia rubidimixta
Eupithecia rubidimixta là một loài bướm đêm trong họ Geometridae.